# Teruelius annulatus
Espèce
Synonymes
- Grosphus limbatus annulatus Fage, 1929

Teruelius annulatus est une espèce de scorpions de la famille des Buthidae.

## Distribution
Cette espèce est endémique de la région d'Atsimo-Andrefana à Madagascar,. Elle se rencontre vers Sarodrano.

## Description
Le mâle décrit par Lourenço, Wilmé et Waeber en 2016 mesure 36 mm et la femelle 46 mm.

## Systématique et taxinomie
Cette espèce a été décrite sous le protonyme Grosphus limbatus annulatus par Fage en 1929. Elle est élevée au rang d'espèce par Lourenço en 1996. Elle est placée dans le genre Teruelius par Lowe et Kovařík en 2019, dans le genre Grosphus par Lourenço, Rossi, Wilmé, Raherilalao, Soarimalala et Waeber en 2020 puis dans le genre Teruelius par Lowe et Kovařík en 2022.

## Publication originale
- Fage, 1929 : « Les Scorpions de Madagascar, leur affinités, leur distribution géographique. » Faune des Colonies françaises, Société d'éditions géographiques Maritimes et Coloniales, Paris, p. 637-693.